# Кібаха
Кібаха (суах. Kibaha) — місто на сході Танзанії, адміністративний центр регіону Пвані.

## Географія
Місто знаходиться в центральній частині області, на відносно рівнинній місцевості, на відстані приблизно 25 кілометрів на захід від Дар-ес-Саламу, найбільшого міста країни. Абсолютна висота — 155 метрів над рівнем моря.